# Oxytenanthera
L'Oxytenanthera (Munro), de vegades considerat un sinònim del gènere Dendrocalamus, és un gènere tropical de bambú gegant, similar al gènere Bambusa. S'estén per Àfrica i Àsia. Hom li ha adjudicat unes 30 espècies per bé que, com passa amb molts bambús, l'adscripció d'algunes d'aquestes espècies ha estat discutida, i alguns botànics les consideren pertanyents al gènere Gigantochloa (*) o al Pseudoxytenanthera (+).